# Gustaf Adolf Reuterholm
Gustaf Adolf (eller Adolph) Reuterholm, född 7 juli 1756 på Svidja i Sjundeå i Finland, död 27 december 1813 i Slesvig, var en svensk friherre, en av rikets herrar och statsman. Under Gustav IV Adolfs förmyndarregering 1792–1796 var han Sveriges verkliga regent.

## Föräldrar
Reuterholm var son till riksrådet Esbjörn Kristian Reuterholm, en av Mösspartiets ledare som fängslades under Gustav III:s statskupp och dog kort efter frigivningen, och friherrinnan Maria Gyllenstierna, dotter till Axel Erik Gyllenstierna av den friherrliga ätten Gyllenstierna af Lundholm.

## Karriär

### Tidig karriär
Gustaf Adolf Reuterholm studerade vid Uppsala Universitet. Som kammarherre hos drottning Sofia Magdalena från 1778 fick han god kontakt med kronprinsen, den senare Gustav IV Adolf och hertig Karl. Han delade hertig Karls intresse för frimureri och fick 1782 den högsta frimurargraden. Vid riksdagarna 1786 och 1789 tillhörde Reuterholm oppositionen. Han gick två gånger i halvt frivillig landsflykt och vistades i Paris under revolutionen 1789. Han var enligt uppgift invigd i 1789 års sammansvärjning.
Efter mordet på Gustav III kallade hertigen hem Reuterholm. Han anlände från Rom till Stockholm den 3 juli 1792 och blev president i Kammarrevisionen.

### Sveriges styresman 1792–1796
Reuterholm hade ett betydande inflytande över den svenska politiken under den tid Gustav IV Adolf var omyndig, det vill säga under åren 1792–1796. Hans inflytande berodde på att han var förtrogen med hertig Karl, som var förmyndare för den unge kungen. Hertigen var själv tämligen ointresserad av regeringsarbetet och överlämnade med varm hand statsrodret till Reuterholm. 
Perioden kallas reuterholmska regimen. Reuterholm själv kallades ibland Storveziren.

#### Inrikespolitiken
Reuterholms regim började med upphävandet av Gustav III:s censur, vilket skedde genom 1792 års tryckfrihetslag, i december samma år återinfördes dock censuren. Reuterholm bekämpade gustavianerna, bland annat genom rättegången mot Armfelt efter Armfeltska konspirationen. Upplösningen av den Svenska Akademien 1795 ses också som ett försök att trygga Reuterholms makt.
Den sparsamma ekonomiska politiken anknöt till de yngre mössornas traditioner. Landet gynnades av goda skördar och fördelaktig utrikeshandel.

#### Utrikespolitiken
Den Reuterholmska regimen höll Sverige utanför det första koalitionskriget. England, som gick in i kriget i februari 1793, sökte blockera Frankrikes sjöhandel och uppbringade 75 svenska fartyg. Reuterholm lyckades i mars 1794 sluta ett svensk-danskt neutralitetsförbund som genom gemensamt väpnat uppträdande till sjöfartens skydd förbättrade situationen.
År 1796 försökte Reuterholm fördjupa förhållandet till Ryssland och förmedla äktenskap mellan Gustav IV Adolf och storfurstinnan Alexandra Pavlovna, vilket dock misslyckades.

### Reuterholms fall och senare år
Efter att Gustav IV Adolf själv tagit över styret av Sverige förvisades Reuterholm från Stockholm. En dag kallade kungen honom upp till sig och lät honom i ett oförblommerat språk få höra sitt syndaregister: förföljelsen mot Armfelt och gustavianerna, hans uppträdande före och under den ryska resan, hans förgripliga utlåtelser mot kungen med mera. Till sist förklarade Gustav Adolf att han inte längre kunde använda Reuterholm i sitt rikes tjänst; men Reuterholm skulle få behålla den pension på 1 000 riksdaler som Gustav III en gång givit honom. Reuterholm blev också beordrad av kungen att genast lämna Stockholm och förbjöd honom att bosätta sig eller vistas inom 10 mils omkrets av staden. 
Händelsen beskrevs på ett helt annat sätt när Reuterholm i Inrikes tidningar den 1 november 1796 – samma dag som Gustav IV Adolf tillträdde regeringen – meddelade allmänheten att Hans Maj:t på Hans Excellens Gustav Adolf Reuterholms begäran entledigat denne från alla hans ämbeten "samt därvid i de nådigaste och för Hans Excellens mest tillfredsställande ordalag mot honom betygat Dess synnerliga välbehag över de viktiga och utmärkta tjänster, Hans Excellens under minderårigheten emot konung och fosterland ådagalagt". Kungen kallade då till sig Reuterholm igen och läxade upp honom för hans tidningsartikel. Han befann sig därefter mestadels utomlands. Efter att kungen avsatts genom statskuppen 1809 återvände Reuterholm 1810 till Sverige men nekades att träffa Karl XIII. Han lämnade åter riket och avled tre år senare.
Reuterholm invaldes 1796 som ledamot nummer 278 av Kungliga Vetenskapsakademien. Gustaf Adolf Reuterholm är begravd i Strängnäs domkyrka.

## Eftermäle
Reuterholm beskrivs ofta som härsklysten, högdragen, fåfäng och vidskeplig men han kunde även uppträda älskvärt. Med en skarp psykologisk blick upptäckte han och drog nytta av fiendens svagheter. Han har också beskrivits som allvarsam, alltid nykter, energisk, kunnig och kulturellt intresserad. Reuterholm var också "totalt ointresserad av kvinnor." 

## Utmärkelser[10]
- En av rikets herrar – 17 maj 1793
- Kommendör med stora korset av Nordstjärneorden – 24 november 1794
- Riddare och kommendör av Kungl. Maj:ts orden – 24 november 1794
- Riddare av Kungliga Carl XIII:s orden – 27 maj 1811

## Bilder

Reuterholm avporträtterad av Anders Eklund, oljemålning. Nationalmuseum, Gripsholmssamlingen.
Reuterholm avporträtterad av Ulrica Fredrica Pasch, oljemålning från slutet av 1700-talet. Nationalmuseum, Gripsholmssamlingen
Reuterholm iförd röd dräkt, avporträtterad 1776 av Ulrica Fredrica Pasch, Nationalmuseum.
Gustav Adolf Reuterholm i nationella dräkten, av Jakob Björck.

## Reuterholm som frimurare

Reuterholm som frimurare.

Gustaf Adolf Reuterholm var friherre, överkammarherre, en av Rikets Herrar och president. Bilden föreställer Gustaf Adolf Reuterhom som frimurare, iklädd ordendräkt för Kungliga Carl XIII:s orden med Serafimerordens band över axeln. Tavlan är full av symboler, riddarhjälmen på sarkofagen bär en friherrelig krona vilket syftar på Reuterholm som var friherre, och på sarkofagen står IBM som är latin för ’’på samma ställe’’. Devisen på latin på skölden bakom Reuterholm, Nec Aspera Terrent, betyder på svenska den starke fruktar ingenting, vilket var Reuterholms valspråk som Serafimerriddare. Reuterholm står över en död hydra vars ena tentakel är i formen av en räv med kungakrona, troligen en referens till att Reuterholm stöttade mordet på Gustav III. Runt hans fötter kryper även skorpioner.

## Reuterholm som pilgrim

Gustaf Adolf Reuterholm som pilgrim. Akvarell och gouache på elfenben av Anton Oechs. Nationalmuseum, Gripsholmssamlingen.

Reuterholm som pilgrim pekande på sin egen grav, med inskriften: 
G.A.R. VINCIT 18_ _
Ici le repos
vilket på svenska blir
G(ustav).A(dolf).R(euterholm). Segrade 18 _ _
Här vilar han.
Vilket troligen är en allusion på hans frimureri.